# 八达岭镇
八达岭镇是中国北京市延庆区下辖的一个镇，位于县境南部。2019年被评为中国文化百强镇。

## 行政区划
八达岭镇下辖1个居委会和15个村委会：
石峡村、帮水峪村、里炮村、外炮村、营城子村、东曹营村、大浮坨村、小浮坨村、程家窑村、岔道村、西拨子村、南园村、东沟村、石佛寺村和三堡村。

## 交通
- 京包铁路：三堡站、青龙桥站青龙桥西站、八达岭站
- 110国道、八达岭高速过境。

## 旅游景区

岔道村

- 八达岭长城
- 水关长城
- 八达岭残长城
- 北京八达岭野生动物世界
- 八达岭国家森林公园

## 博物馆
- 中国长城博物馆
- 詹天佑纪念馆

## 全国重点文物保护单位
- 詹天佑铜像及墓
- 岔道城

## 中国传统村落
- 岔道村